# مقبره صخره‌ای چیر
مقبره صخره‌ای چیر مربوط به هزاره اول قبل از میلاد است و در شهرستان خوی، بخش قره ضیاءالدین، روستای چیر واقع شده و این اثر در تاریخ ۱۷ اسفند ۱۳۸۱ با شمارهٔ ثبت ۷۷۳۷ به‌عنوان یکی از آثار ملی ایران به ثبت رسیده است.